# Moschea di Al Haoua
La moschea di Al Haoua (anche nota come "moschea di El Hawa o Ettaoufi") è un edificio religioso situato  nella Medina di Tunisi, in Tunisia. È riconosciuta come monumento storico.

## Storia
Venne costruita nel 1252 dalla principessa hafside Atf Abu Zakaria I, madre di Mohamed al Moustancir Billah. 
Al loro arrivo a Tunisi, gli andalusi la trasformarono in un’istituzione educativa.
Durante il regno di re Hussein (1705 – 1735) la moschea venne ristrutturata.